# 熊川村 (東京府)
熊川村（くまがわむら）は東京都の西部、西多摩郡に属する、1940年まで存在した村である。

## 地理
- 河川：多摩川、玉川上水、熊川分水、下の川
- 台地：武蔵野台地

## 歴史
幕府領・旗本領相給で、おおよそ半分が旗本田沢鋳太郎、残りが旗本長塩隼人と代官江川太郎左衛門の支配であった。
- 明治元年
  - 6月29日（1868年8月17日） - 幕府領が韮山県管轄となる。
  - 7月10日（同年8月27日） - 旗本領が武蔵知県事松村長為の支配となる。
  - 8月8日（同年9月23日） - 松村長為知県事が古賀定雄に交代。
- 明治2年
  - 2月9日（1869年3月21日） - 古賀定雄支配地が品川県管轄となる。
  - 4月10日（同年5月21日）- 全村、品川県管轄となる。
  - 12月18日（1870年1月19日） - 拝島村ほか9ヶ村とともに品川県11番組に所属。
- 明治4年11月14日（1871年12月25日） - 品川県廃止。熊川村は当初入間県の管轄とされたが、9日後に神奈川県の管轄に変更。
- 明治5年4月（1872年5月） - 熊川村・福生村（現・福生市）、羽村・五ノ神村・川崎村（現・羽村市）の5ヶ村で神奈川県第40区を構成する。
- 1873年（明治6年）4月 - 神奈川県12区7番組に改称。
- 1874年（明治7年）6月 - 神奈川県第12大区6小区に改称。
- 1875年（明治8年）6月9日 - 5ヶ村合併して多摩村となる。
- 1878年（明治11年）11月 - 郡区町村編制法により西多摩郡の管轄になる。
- 1882年（明治15年）9月 - 多摩村は元の5ヶ村に分離。
- 1884年（明治17年）7月 - 「川崎村外四ヶ村」の連合村となる。
- 1888年（明治21年）7月 - 現福生市域と、現羽村市域の対立が激しく、同連合村解体。
- 1889年（明治22年）4月 - 「福生村熊川村組合」が発足。
- 1893年（明治26年）4月1日 - 東京府神奈川県境域変更法により、福生、熊川ともに、東京府に移管。
- 1940年（昭和15年）11月10日 - 福生村、熊川村が合併し、町制を施行。「東京府西多摩郡福生町」となる。